# Israel López (Musiker)

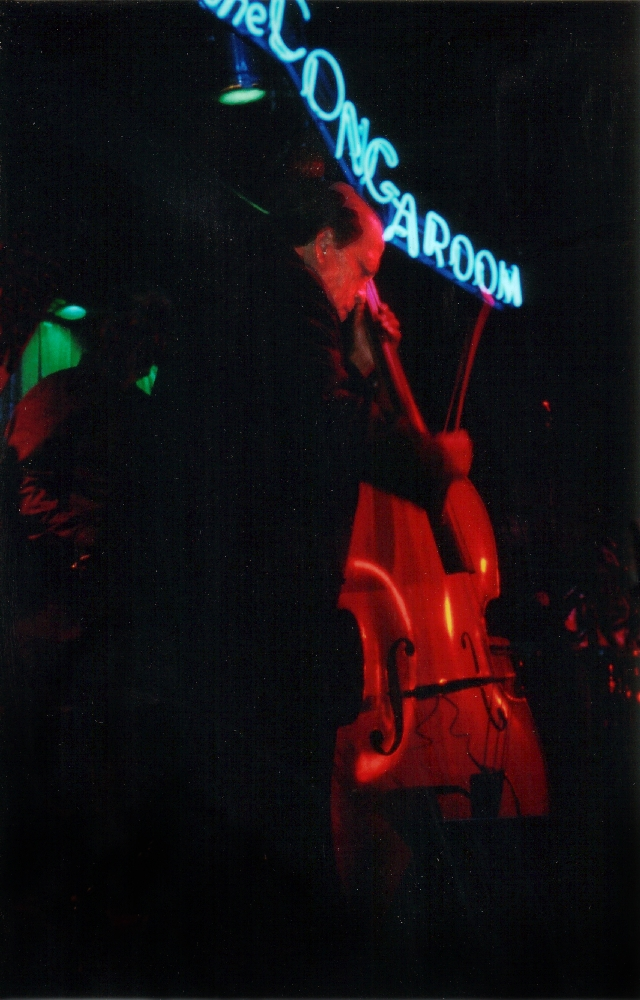
Israel López

Israel „Cachao“ López (* 14. September 1918 in Havanna, Kuba; † 22. März 2008 in Coral Gables, Florida, USA) war ein kubanisch-US-amerikanischer Bassist und Komponist. Er gilt als einer der bedeutendsten Musiker Kubas und (zusammen mit seinem Bruder Orestes) als Begründer des Mambo. Seine bekanntesten Kompositionen sind wohl Mambo (geschrieben für und später aufgenommen von Arcaño y sus Maravillas) und Pueblo nuevo (zu hören auf Buena Vista Social Club).

## Leben
Cachao war Spross einer Musikerfamilie (sie brachte rund 40 Musiker hervor, darunter viele Bassisten; sein Neffe Orlando „Cachaíto“ López wurde bekannt als Mitwirkender des Buena Vista Social Club). Er durchlief zunächst eine Ausbildung als klassischer Akustik-Bassist. Schon als Junge spielte er mit im Philharmonieorchester Havanna, teils unter Leitung so berühmter Gastdirigenten wie Herbert von Karajan und Igor Strawinsky.
Zusammen mit seinem Bruder, dem Multi-Instrumentalisten Orestes López (1908–1991), entwickelte er Ende der 1930er-Jahre den „nuevo ritmo“ (neuen Rhythmus), der den traditionellen Danzón durch afrikanische Rhythmen ergänzte, was schließlich in den Mambo mündete. Das erste als Mambo bezeichnete Stück entwickelten die beiden Brüder 1937/1938.

„Wir versuchten, etwas Neues in unsere Musik hineinzubringen, und heraus kam eine Passage, die wir 'danzon mambo' nannten […] Es hatte Wirkung und brachte das Blut der Leute in Wallung.“

Bereits in den 1940ern kam der Mambo erstmals in die USA, wo Cachao wesentlich an der Popularität des Mambo mitwirkte, die in den 1950er-Jahren vor allem in New York ihren Höhepunkt erreichte. Cachao wurde als Meister des Mambo und der Latin-Jazz-Jamsessions („descarga“) bekannt (Cachao ist eine Bezeichnung für Latin Jazz), gilt aber auch als wichtiger Salsa-Interpret. Zusammen mit seinem Bruder Orestes hatte Israel López viele musikalische Erfolge, trat mit zahlreichen bekannten Musikerkollegen auf, wie z. B. Tito Puente, Celia Cruz, Generoso Jimenez, Pedro Knight, Willy Chirino, Paquito D’Rivera, Willie Colón, Tito Rodríguez und Eddie Palmieri. Auf den Soundtracks zum Film The Birdcage und zum Computerspiel Grand Theft Auto: Vice City ist er ebenfalls zu hören. Die beiden Brüder schufen insgesamt rund 3000 Musikstücke und beeinflussten damit maßgeblich die Kubanische Musik von den 1930er- bis in die 1950er-Jahre. Dennoch hat Cachao selbst zeit seines Lebens das Verdienst, den großen Erfolg des Mambo in den 1950er Jahren erreicht zu haben, dem „König des Mambo“, Dámaso Pérez Prado (Mambo #5 u. a.), zugewiesen.
1962 verließ Cachao Kuba endgültig und übersiedelte zunächst nach Madrid, ein Jahr später in die USA, wo er dann hauptsächlich in New York lebte und eingebürgert wurde. In den frühen 60ern war er – neben Alfonso „El Panameno“ Joseph (dem Bassisten des kubanischen Tres-Musikers Arsenio Rodríguez) – einer der begehrtesten Bassisten in den Clubs von New York.
Nachdem es anschließend viele Jahre eher still um ihn geworden war, wurde 1993 sein Leben von dem ebenfalls aus Kuba stammenden Filmschauspieler Andy García verfilmt, der mit Cachao… Como Su Ritmo No Hay Dos (spanisch; englischer Titel: Cachao… Like His Rhythm There Is No Other.., deutsch etwa: Kein Rhythmus ist wie seiner) sein Regiedebüt gab.
Cachao erhielt zwei Grammy Awards für eigene Produktionen: 1995 für Master Sessions Volume 1 und 2005 für sein 2004 produziertes Album Ahora Si!. Weitere Grammy erhielten Produktionen, bei denen er mitgewirkt hatte; so errang z. B. El arte del sabor vom Bebo Valdés Trio mit Cachao & Carlos „Patato“ Valdés 2003 den Latin Grammy als bestes traditionelles Tropical-Latinalbum. Auch auf dem Hollywood Walk of Fame wurde ihm ein Stern gewidmet (Adresse: 6554 Hollywood Boulevard).
Zuletzt wirkte Cachao am 2007 erschienenen Album 90 Millas von Gloria und Emilio Estefan mit. Im Alter von 89 Jahren erlag er am 22. März 2008 im Beisein seiner Familie in einem Krankenhaus den Folgen eines Nierenversagens.